# Техасдойч
Техасдойч (нем. Texasdeutsch) — разновидность немецкого языка, используемая потомками немецких переселенцев в Техасе с середины XIX века. На сегодняшний день этим языком владеет не более 3 тысяч человек.
Немцы расселялись в Техасе при поддержке Союза защиты немецких иммигрантов в Техасе (нем. Verein zum Schutze deutscher Einwanderer in Texas, Mainzer Adelsverein) и основывали целые города: Фредериксберг, Нью-Браунфелс, Бёрне, Веймар, Комфорт, Шуленбург. Техасдойч активно использовался в период с 1880 до начала Первой мировой войны в центральном регионе Техаса — Texas Hill Country AVA. После начала Первой мировой войны из-за германофобских настроений в США использование и преподавание немецкого языка было запрещено или существенно ограничено. Число говорящих на техасдойче сократилось и продолжало сокращаться в течение всего XX века.
Техасдойч представляет вариант немецкого языка, близкий к литературному, с вкраплениями английской лексики. Так, нем. Flugzeug в техасдойче имеет вид Luftschiff (англ. airplane), вместо Landkreis говорят County (county), вместо Decke — Blanket (blanket) и т. д. Грамматика языка несколько упрощённая (в падежной системе отсутствует генетив, совпадают датив и аккузатив). От техасдойча отличается техасско-эльзасский диалект (Texas-Elsässische) в округе Медина.